# Marino Vigna
Marino Vigna (ur. 6 listopada 1938 w Mediolanie) – włoski kolarz torowy i szosowy, złoty medalista olimpijski.

## Kariera
Największy sukces w karierze Marino Vigna osiągnął w 1960 roku, kiedy wspólnie z Franco Testą, Mario Vallotto i Luigim Arientim zdobył złoty medal w drużynowym wyścigu na dochodzenie podczas igrzysk olimpijskich w Rzymie. Był to jedyny medal wywalczony przez Vignę na międzynarodowej imprezie tej rangi oraz jego jedyny start olimpijski. Startował również w wyścigach szosowych, wygrywając między innymi wyścigi Tre Valli Varesine i Tre Province w 1964 roku, a dwa lata później był najlepszy w wyścigu Mediolan-Turyn. W 1964 roku wygrał jeden z etapów Tour de Romandie, a rok wcześniej wygrał 14 etap Giro d'Italia, jednak całego wyścigu nie ukończył. Nigdy nie zdobył medalu na szosowych ani torowych mistrzostwach świata. Karierę zakończył w 1967 roku.